# Белов, Григорий Акинфович
Григорий Акинфович Бело́в (1895—1965) — советский актёр театра и кино, педагог, общественный деятель. Народный артист СССР (1956). Лауреат Сталинской премии второй степени (1949).

## Биография
Григорий Белов родился 6 (18) декабря 1895 года в деревне Вахонькино (ныне Кадуйского района Вологодской области, Россия) в семье сельского учителя.
Учился в сельской школе, затем в Череповецком реальном училище (1907—1915). В 1915 году уехал в Петроград (ныне Санкт-Петербург), где поступил на экономическое отделение Петроградского политехнического института императора Петра Великого (ныне Санкт-Петербургский государственный политехнический университет), а также одновременно в драматическую студию под руководством Ю. М. Юрьева при Александринском театре.
В 1916 году был мобилизован в Царскую армию, служил в артиллерийской части на Юго-Западном фронте.
В 1917—1922 годах — актёр Народного театра в Череповце (с 1919 — Губернский показательный театр, ныне — Камерный театр), где впервые вышел на сцену в роли Нила в пьесе «Мещане» М. Горького. В 1917—1920 годах работает в губернском военном комиссариате в качестве инспектора красноармейской самодеятельности.
В 1922—1924 — актёр Театра Пролетарской мануфактуры в Твери, в 1924—1925 — Ярославского театра драмы им. Ф. Г. Волкова, в 1925—1926 — Владикавказского городского театра (ныне Академический русский театр имени Е. Вахтангова), в 1926—1927 — Махачкалинского театра русской драмы (ныне — Государственный республиканский русский драматический театр им. М. Горького), в 1927—1928 — Днепропетровского центрального театра, в 1928—1929 — Николаевского городского театра, в 1929—1931 — Передвижного театра русской драмы «Шахтёрка Донбасса» (ныне Николаевский академический художественный русский драматический театр), в 1931—1933 — Казанского большого драматического театра (ныне Казанский государственный академический русский Большой драматический театр имени В. И. Качалова), в 1933—1940 — Архангельского Большого театра (ныне Архангельский театр драмы имени М. В. Ломоносова), в 1940—1941 — Ленинградского Государственного театра им. Ленинского комсомола (ныне Театр «Балтийский дом»).
В период войны (1941—1945) — актёр Республиканского театра русской драмы (ныне Русский театр драмы Республики Карелия в Петрозаводске), участвовал во фронтовых бригадах.
С 1945 года — актёр Ярославского театра драмы имени Ф. Г. Волкова.
С 1948 года снимался в кино. Дебютировал в картине «Мичурин», где режиссёр А. П. Довженко доверил ему главную роль.
Искусство актёра отличалось мастерством перевоплощения, глубиной мысли, простотой, лаконизмом и при этом точностью психологических характеристик своих героев.
В тех городах, где работал, преподавал мастерство актёра и сценическую речь. С 1945 по 1950 год вёл занятия по культуре слова и выразительному чтению на литературном факультете в Ярославском педагогическом институте им. К. Д. Ушинского.
Член Президиума Всероссийского театрального общества (ныне Союз театральных деятелей Российской Федерации).
Член ВКП(б) с 1942 года. Депутат Верховного Совета РСФСР 4-го созыва (1955—1959). Член Комитета по Ленинским премиям в области науки и искусства при Совете Министров СССР.
Умер Григорий Белов 13 сентября (по другим источникам — 14 сентября) 1965 года в Ярославле. Похоронен на Воинском мемориальном кладбище Ярославля.

## Звания и награды
- Заслуженный артист РСФСР (1936)
- Народный артист РСФСР (1949)[7]
- Народный артист СССР (1956)
- Сталинская премия второй степени (1949) — за исполнение заглавной роли в фильме «Мичурин»[8][9]
- Орден Ленина (1950)
- Медаль «За доблестный труд в Великой Отечественной войне 1941-1945 гг.» (1945)
- Почётная грамота Верховного Совета КФССР (1943)[10]

## Творчество

### Роли в театре

#### Народный театр в Череповце (с 1919 — Губернский показательный театр)
- «Мещане» М. Горького — Нил
- «Доходное место» А. Н. Островского — Василий Николаевич Жадов
- «Без вины виноватые» А. Н. Островского — Незнамов
- «Ревизор» Н. В. Гоголя — Иван Александрович Хлестаков
- «Дядя Ваня» А. П. Чехова — Михаил Львович Астров
- «Идиот» по одноимённому роману Ф. М. Достоевского — князь Лев Николаевич Мышкин
- «На дне» М. Горького — Сатин

#### Другие театры (1922—1945)
- 1935 — «Любовь Яровая» К. А. Тренёва — матрос Швандя
- 1936 — «Последние» М. Горького — Пётр
- 1936 — «Отелло» У. Шекспира — Яго
- 1937 — «Дачники» М. Горького — Влас
- 1939 — «Варвары» М. Горького — Пётр
- «Ромео и Джульетта» У. Шекспира — Ромео
- «Гамлет» У. Шекспира — Гамлет
- «Бронепоезд 14-69» Вс. В. Иванова — Вершинин

#### Российский академический театр драмы им. Ф. Волкова
- 1950 — «Счастье» П. А. Павленко — Воропаев
- 1953 — «Сомов и другие» М. Горького — Сомов
- 1954 — «Живой труп» Л. Н. Толстого — Судебный следователь
- 1956 — «Вечный источник» Д. И. Зорина — Плакун
- 1956 — «Царь Фёдор Иоаннович» А. К. Толстого — Борис Годунов
- «На дне» М. Горького — Васька Пепел, Барон
- «Чапаев» Д. А. Фурманова — В. И. Чапаев
- «Третья патетическая» Н. Ф. Погодина — Гвоздилин
- «Иркутская история» А. Н. Арбузова — Батя
- «Дети солнца» М. Горького — Протасов
- «Рождение мира» И. Я. Судакова по роману «Хождение по мукам» А. Н. Толстой — Телегин
- «Заговор обречённых» Н. К. Вирты — Кардинал
- «Любовь Яровая» К. А. Тренёва — Яровой
- «Завтра будет нашим» Н. Ковшек — Сэм
- «Эмилия Галотти» Г. Э. Лессинга — Маринелли
- «Персональное дело» А. П. Штейна — Хлебников
- «Мятеж неизвестных» Г. А. Боровика — Астахов
- «На всякого мудреца довольно простоты» А. Н. Островского — Крутицкий

### Фильмография
- 1948 — Мичурин — Иван Владимирович Мичурин
- 1951 — Сельский врач — доктор Арсеньев
- 1952 — Римский-Корсаков — Николай Андреевич Римский-Корсаков
- 1956 — Земля и люди — Евсеич
- 1956 — Призвание — Иван Владиславович Никольский, профессор
- 1958 — По ту сторону — Доктор
- 1958 — Ваня — Гаврила Медведков, дядя Ивана
- 1964 — Москва — Генуя — Георгий Васильевич Чичерин

### Озвучивание мультфильмов
- 1951 — Лесные путешественники